# Harro Müller
Harro Müller (* 1943) ist ein deutscher Germanist.

## Leben
Das Studium der Germanistik, Geschichte und Philosophie schloss er mit der Promotion 1975 in Köln ab. Nach der Habilitation in Bielefeld 1979 lehrt er seit 1991 an der Columbia University. Er hatte Gastprofessuren an der Cornell University (1982), der Emory University (1987), der Universität Bordeaux (1988) und an der Columbia (1991) inne. Er war von 1991 bis 2008 Vizepräsident der Weimarer Forschergruppe im Maison des Sciences de l’Homme in Paris. Er war Chefredakteur der Germanic Review (1996–2002) und Vorsitzender der Abteilung (1996–1999).
Zu seinen Lehr- und Forschungsgebieten gehören: Geschichte der modernen Literatur und Kultur von 1750 bis heute; Literaturtheorie (Hermeneutik, Geistesgeschichte, Kritische Theorie, Poststrukturalismus, Dekonstruktion, Diskurstheorie, Systemtheorie, Geschichte der Literaturkritik).

## Schriften (Auswahl)
- mit Norbert Mecklenburg: Erkenntnisinteresse und Literaturwissenschaft. Kohlhammer, Stuttgart u. a. 1974, ISBN 3-17-001750-0.
- Theodor Storms Lyrik. Bonn 1975, ISBN 3-416-01017-5.
- Geschichte zwischen Kairos und Katastrophe. Historische Romane im 20. Jahrhundert. Frankfurt am Main 1988, ISBN 3-610-08934-2.
- Giftpfeile. Zu Theorie und Literatur der Moderne. Bielefeld 1994, ISBN 3-925670-98-X.
- Gegengifte. Essays zu Theorie und Literatur der Moderne. Bielefeld 2009, ISBN 3-89528-738-5.
- Taubenfüße und Adlerkrallen. Essays zu Nietzsche, Adorno, Kluge, Büchner und Grabbe. Bielefeld 2016, ISBN 3-8498-1187-5.